# تام همیلتون (موسیقی‌دان)
 تام همیلتون (انگلیسی: Tom Hamilton؛ زادهٔ ۳۱ دسامبر ۱۹۵۱) یک موسیقی‌دان اهل ایالات متحده آمریکا است. وی از سال ۱۹۷۰ میلادی تاکنون مشغول فعالیت بوده‌است.